# Region Południowy (Kamerun)

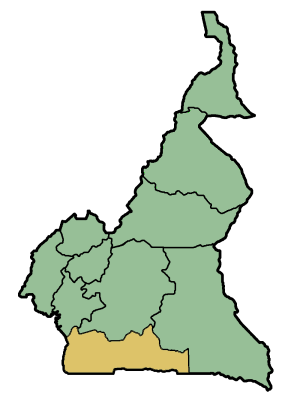
Położenie Regionu Południowego na mapie Kamerunu

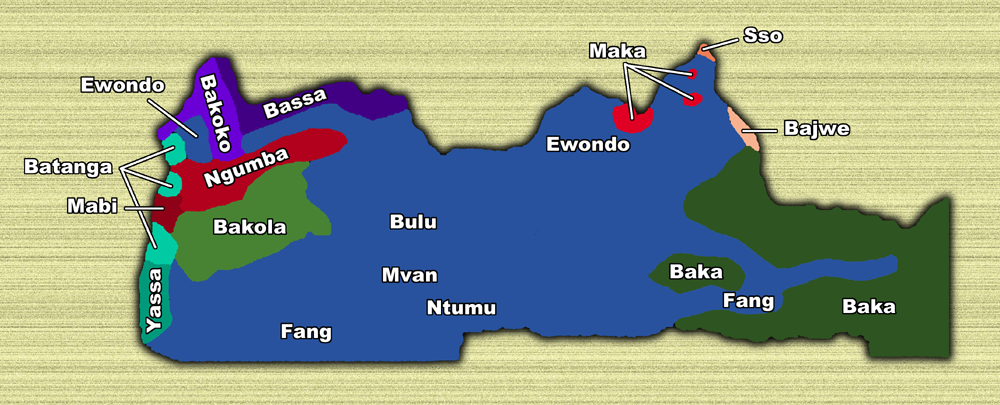
Rozmieszczenie poszczególnych grup etnicznych na terenie regionu

Region Południowy (ang. South Region, fr. Région du Sud) – region Kamerunu. Jego stolica to Ebolowa. Obszar 47 110 km² zamieszkuje około 373 tys. ludzi (1987). 

## Gospodarka

### Transport
Jak na region tak bardzo zalesiony, sieć drogowa regionu jest stosunkowo gęsta. Przechodzą przez niego cztery główne drogi. Droga nr 2 prowadzi z Jaunde do Ambam i granicy z Gabonem i Gwineą Równikową. Droga nr 7 wiedzie z Kribi do Campo. Droga nr 9 prowadzi z Jaunde przez Mbalmayo do Sangmélima, Djoum i Mintom. Droga nr 17 wiedzie z Sangmélima do Megong i granicy z Gabonem. Inne ważne odcinki łączą Mbalmayo z Ebolowa i Kribi z Edéa. Spośród nich te pomiędzy Edéa i Kribi oraz między Ebolowa i Sangmélima są utwardzone. Reszta dróg w regionie jest nieutwardzona i ich przejezdność zależy od pogody.
Transport lotniczy obsługują lotniska w Kribi, Ambam, Campo, Ebolowa i Sangmélima.
Porty morskie to Kribi i Campo.

## Administracja i warunki społeczne

### Administracja lokalna

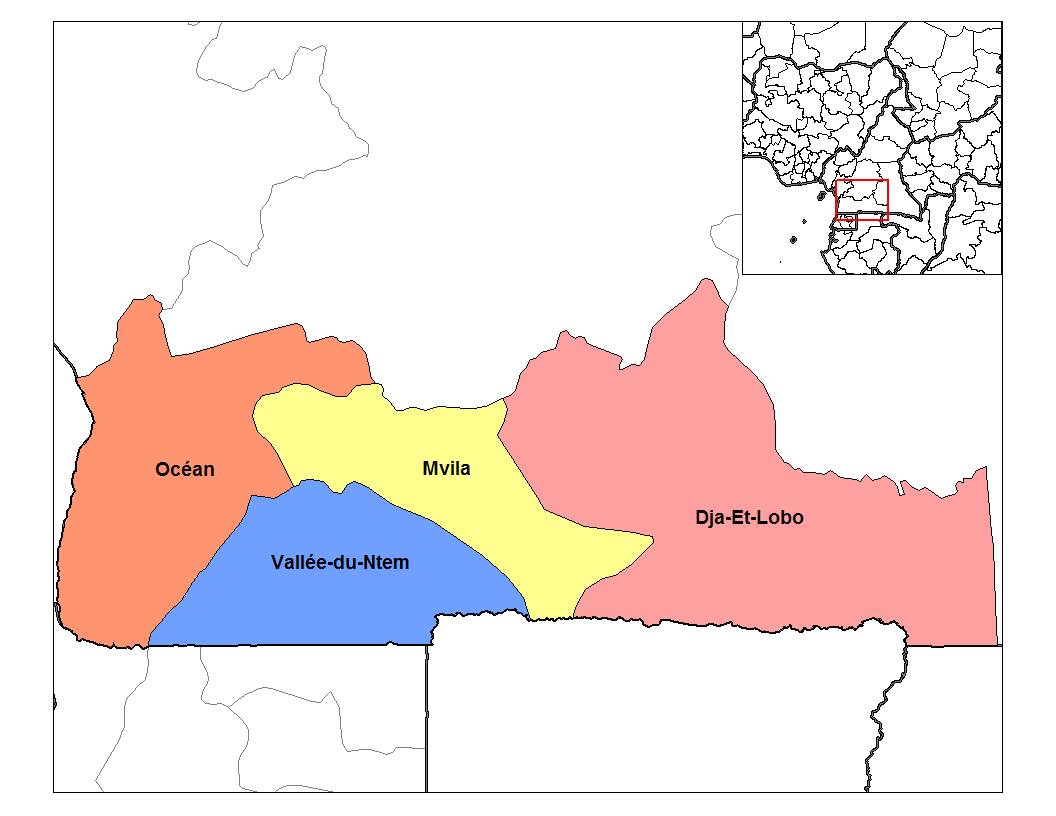
Departamenty Regionu Południowego

Region jest podzielony na cztery departamenty: Dja-et-Lobo ze stolicą w Sangmélima, Mvila ze stolicą w Ebolowa, Océan ze stolicą w Kribi i Valée-du-Ntem ze stolicą w Ambam. Na czele regionu stoi mianowany przez prezydenta gubernator. Na czele departamentu stoi, także mianowany przez prezydenta, prefekt.